# Richard Dawson (cầu thủ bóng đá, sinh năm 1967)
Richard Dawson (sinh ngày 12 tháng 4 năm 1967) là một cựu cầu thủ bóng đá người Anh thi đấu ở vị trí thủ môn.